# Eleições presidenciais portuguesas de 2016 no distrito de Coimbra
| Eleições presidenciais portuguesas de 2016 Distritos: Aveiro \| Beja \| Braga \| Bragança \| Castelo Branco \| Coimbra \| Évora \| Faro \| Guarda \| Leiria \| Lisboa \| Portalegre \| Porto \| Santarém \| Setúbal \| Viana do Castelo \| Vila Real \| Viseu \| Açores \| Madeira \| Estrangeiro |

## Resultados por Concelho
Os resultados nos concelhos do Distrito de Coimbra foram os seguintes:

### Arganil
| Candidato               | Candidato                | Votos  | %               |
| ----------------------- | ------------------------ | ------ | --------------- |
|                         | Marcelo Rebelo de Sousa  | 3 206  | 58,80 / 100,00  |
|                         | António Sampaio da Nóvoa | 1 092  | 20,03 / 100,00  |
|                         | Marisa Matias            | 507    | 9,30 / 100,00   |
|                         | Maria de Belém Roseira   | 281    | 5,15 / 100,00   |
|                         | Vitorino Silva           | 179    | 3,28 / 100,00   |
|                         | Edgar Silva              | 66     | 1,21 / 100,00   |
|                         | Paulo de Morais          | 63     | 1,16 / 100,00   |
|                         | Henrique Neto            | 29     | 0,53 / 100,00   |
|                         | Cândido Ferreira         | 15     | 0,28 / 100,00   |
|                         | Jorge Sequeira           | 14     | 0,26 / 100,00   |
| Votos Inválidos         | Votos Inválidos          | 163    | 2,91 / 100,00   |
| Total                   | Total                    | 5 615  | 100,00 / 100,00 |
| Eleitorado/Participação | Eleitorado/Participação  | 10 861 | 51,70 / 100,00  |

| Freguesia                   | %     | %     | %     | %     | %    | %    | %    | %    | %    | %    | Votantes |
| Freguesia                   | MRS   | ASN   | MM    | MBR   | VS   | ES   | PM   | HN   | CF   | JS   | Votantes |
| --------------------------- | ----- | ----- | ----- | ----- | ---- | ---- | ---- | ---- | ---- | ---- | -------- |
| Arganil                     | 58,30 | 19,21 | 10,11 | 5,06  | 3,45 | 0,95 | 1,96 | 0,59 | 0,18 | 0,18 | 1 749    |
| Benfeita                    | 70,65 | 13,04 | 6,52  | 3,80  | 2,17 | 1,09 | 1,09 | 0,54 | 1,09 | 0    | 187      |
| Celavisa                    | 70,54 | 23,21 | 0,89  | 1,79  | 2,68 | 0,89 | 0    | 0    | 0    | 0    | 119      |
| Cepos e Teixeira            | 59,38 | 13,28 | 14,84 | 7,03  | 2,34 | 1,56 | 0    | 0,78 | 0,78 | 0    | 129      |
| Cerdeira e Moura da Serra   | 66,08 | 15,86 | 5,29  | 7,49  | 1,32 | 2,20 | 0,88 | 0    | 0,44 | 0,44 | 234      |
| Coja e Barril de Alva       | 48,06 | 29,14 | 12,69 | 5,29  | 3,06 | 0,35 | 0,82 | 0,12 | 0,35 | 0,12 | 869      |
| Folques                     | 37,82 | 30,13 | 9,62  | 16,03 | 2,56 | 1,28 | 2,56 | 0    | 0    | 0    | 160      |
| Piódão                      | 68,35 | 5,06  | 11,39 | 3,80  | 3,80 | 2,53 | 2,53 | 1,27 | 0    | 1,27 | 79       |
| Pomares                     | 53,67 | 20,18 | 8,72  | 6,88  | 5,05 | 3,67 | 0    | 1,38 | 0,46 | 0    | 224      |
| Pombeiro da Beira           | 64,80 | 15,05 | 10,46 | 4,34  | 2,81 | 1,28 | 0    | 0,51 | 0,26 | 0,51 | 405      |
| São Martinho da Cortiça     | 67,83 | 12,84 | 7,92  | 3,33  | 5,71 | 0,16 | 0,95 | 0,63 | 0    | 0,63 | 644      |
| Sarzedo                     | 72,73 | 11,82 | 5,76  | 4,24  | 1,52 | 1,21 | 1,52 | 0,91 | 0    | 0,30 | 335      |
| Secarias                    | 38,50 | 39,50 | 9,50  | 3,50  | 2,00 | 4,50 | 1,00 | 1,00 | 0    | 0,50 | 205      |
| Vila Cova de Alva e Anceriz | 58,17 | 24,71 | 4,94  | 5,32  | 3,04 | 2,28 | 0    | 0,38 | 1,14 | 0    | 276      |
| Arganil                     | 58,80 | 20,03 | 9,30  | 5,15  | 3,28 | 1,21 | 1,16 | 0,53 | 0,28 | 0,26 | 5 615    |

### Cantanhede
| Candidato               | Candidato                | Votos  | %               |
| ----------------------- | ------------------------ | ------ | --------------- |
|                         | Marcelo Rebelo de Sousa  | 9 865  | 60,80 / 100,00  |
|                         | António Sampaio da Nóvoa | 2 728  | 16,81 / 100,00  |
|                         | Marisa Matias            | 1 702  | 10,49 / 100,00  |
|                         | Maria de Belém Roseira   | 550    | 3,39 / 100,00   |
|                         | Vitorino Silva           | 508    | 3,13 / 100,00   |
|                         | Paulo de Morais          | 308    | 1,90 / 100,00   |
|                         | Cândido Ferreira         | 229    | 1,41 / 100,00   |
|                         | Edgar Silva              | 187    | 1,15 / 100,00   |
|                         | Henrique Neto            | 111    | 0,68 / 100,00   |
|                         | Jorge Sequeira           | 38     | 0,23 / 100,00   |
| Votos Inválidos         | Votos Inválidos          | 368    | 2,22 / 100,00   |
| Total                   | Total                    | 16 594 | 100,00 / 100,00 |
| Eleitorado/Participação | Eleitorado/Participação  | 36 443 | 45,53 / 100,00  |

| Freguesia                    | %     | %     | %     | %    | %    | %    | %    | %    | %    | %    | Votantes |
| Freguesia                    | MRS   | ASN   | MM    | MBR  | VS   | PM   | CF   | ES   | HN   | JS   | Votantes |
| ---------------------------- | ----- | ----- | ----- | ---- | ---- | ---- | ---- | ---- | ---- | ---- | -------- |
| Ançã                         | 42,74 | 32,01 | 11,73 | 4,57 | 2,78 | 1,19 | 0,40 | 4,08 | 0,10 | 0,40 | 1 022    |
| Cadima                       | 67,34 | 9,98  | 9,76  | 3,23 | 3,75 | 2,63 | 0,38 | 1,43 | 1,28 | 0,23 | 1 359    |
| Cantanhede e Pocariça        | 53,49 | 20,80 | 13,61 | 3,74 | 2,77 | 2,95 | 0,65 | 0,94 | 0,78 | 0,26 | 3 928    |
| Cordinhã                     | 52,98 | 20,64 | 12,25 | 4,68 | 4,68 | 2,34 | 0,64 | 0,85 | 0,43 | 0,21 | 478      |
| Covões e Camarneira          | 79,38 | 7,70  | 5,64  | 1,72 | 2,41 | 0,55 | 0,76 | 0,82 | 0,76 | 0,27 | 1 492    |
| Febres                       | 67,53 | 11,39 | 6,96  | 2,41 | 2,28 | 1,27 | 6,96 | 0,32 | 0,70 | 0,19 | 1 621    |
| Murtede                      | 54,03 | 24,19 | 12,26 | 3,23 | 2,74 | 1,13 | 0,65 | 1,13 | 0,65 | 0    | 627      |
| Ourentã                      | 59,58 | 15,37 | 10,63 | 3,98 | 3,80 | 2,28 | 2,09 | 0,95 | 0,76 | 0,57 | 545      |
| Portunhos e Outil            | 46,43 | 24,92 | 14,04 | 4,76 | 2,94 | 2,49 | 0,79 | 2,38 | 0,57 | 0,68 | 894      |
| Sanguinheira                 | 66,74 | 9,53  | 11,86 | 2,56 | 5,00 | 1,98 | 0,47 | 1,40 | 0,47 | 0    | 887      |
| São Caetano                  | 77,45 | 10,02 | 5,01  | 0,68 | 2,73 | 0,23 | 2,73 | 0    | 0,91 | 0,23 | 444      |
| Sepins e Bolho               | 62,71 | 17,36 | 8,73  | 3,58 | 3,81 | 1,23 | 1,68 | 0,56 | 0,22 | 0,11 | 919      |
| Tocha                        | 60,14 | 18,25 | 10,84 | 4,31 | 2,22 | 1,96 | 0,57 | 1,01 | 0,57 | 0,13 | 1 606    |
| Vilamar e Corticeiro de Cima | 71,16 | 8,99  | 7,01  | 3,31 | 5,82 | 1,06 | 1,19 | 0,53 | 0,93 | 0    | 772      |
| Cantanhede                   | 60,80 | 16,81 | 10,49 | 3,39 | 3,13 | 1,90 | 1,41 | 1,15 | 0,68 | 0,23 | 16 594   |

### Coimbra
| Candidato               | Candidato                | Votos   | %               |
| ----------------------- | ------------------------ | ------- | --------------- |
|                         | Marcelo Rebelo de Sousa  | 30 158  | 45,52 / 100,00  |
|                         | António Sampaio da Nóvoa | 17 413  | 26,28 / 100,00  |
|                         | Marisa Matias            | 10 276  | 15,51 / 100,00  |
|                         | Maria de Belém Roseira   | 4 729   | 4,12 / 100,00   |
|                         | Edgar Silva              | 1 923   | 2,90 / 100,00   |
|                         | Paulo de Morais          | 1 566   | 2,36 / 100,00   |
|                         | Vitorino Silva           | 1 330   | 2,01 / 100,00   |
|                         | Henrique Neto            | 602     | 0,91 / 100,00   |
|                         | Cândido Ferreira         | 139     | 0,21 / 100,00   |
|                         | Jorge Sequeira           | 116     | 0,18 / 100,00   |
| Votos Inválidos         | Votos Inválidos          | 1 380   | 2,04 / 100,00   |
| Total                   | Total                    | 67 632  | 100,00 / 100,00 |
| Eleitorado/Participação | Eleitorado/Participação  | 128 653 | 52,57 / 100,00  |

| Freguesia                                      | %     | %     | %     | %    | %    | %    | %    | %    | %    | %    | Votantes |
| Freguesia                                      | MRS   | ASN   | MM    | MBR  | ES   | PM   | VS   | HN   | CF   | JS   | Votantes |
| ---------------------------------------------- | ----- | ----- | ----- | ---- | ---- | ---- | ---- | ---- | ---- | ---- | -------- |
| Almalaguês                                     | 40,63 | 22,68 | 27,04 | 4,08 | 2,32 | 1,27 | 1,27 | 0,35 | 0,28 | 0,07 | 1 444    |
| Antuzede e Vil de Matos                        | 39,86 | 27,88 | 19,11 | 4,70 | 2,51 | 1,33 | 3,29 | 0,70 | 0,39 | 0,23 | 1 307    |
| Assafarge e Antanhol                           | 45,23 | 24,80 | 18,82 | 2,72 | 2,02 | 2,35 | 2,77 | 0,78 | 0,25 | 0,25 | 2 492    |
| Brasfemes                                      | 36,42 | 28,02 | 19,72 | 4,63 | 3,77 | 3,02 | 3,23 | 0,75 | 0,32 | 0,11 | 945      |
| Ceira                                          | 41,29 | 26,60 | 18,83 | 4,79 | 3,43 | 1,62 | 2,46 | 0,65 | 0,26 | 0,06 | 1 579    |
| Cernache                                       | 42,13 | 24,66 | 19,70 | 5,06 | 2,33 | 2,63 | 2,48 | 0,61 | 0,10 | 0,30 | 2 019    |
| Eiras e São Paulo de Frades                    | 43,38 | 25,88 | 16,77 | 4,69 | 3,49 | 2,66 | 2,03 | 0,69 | 0,22 | 0,19 | 7 884    |
| Santa Clara e Castelo Viegas                   | 45,84 | 25,07 | 16,66 | 3,99 | 2,84 | 2,26 | 2,19 | 0,79 | 0,18 | 0,18 | 5 669    |
| Santo António dos Olivais                      | 48,61 | 27,27 | 12,36 | 3,10 | 2,55 | 2,88 | 1,46 | 1,41 | 0,20 | 0,15 | 20 483   |
| São João do Campo                              | 40,46 | 27,55 | 16,80 | 3,90 | 6,45 | 1,34 | 2,69 | 0,40 | 0,13 | 0,27 | 760      |
| São Martinho de Árvore e Lamarosa              | 50,09 | 19,74 | 17,09 | 4,44 | 2,82 | 1,71 | 2,74 | 0,60 | 0,51 | 0,26 | 1 192    |
| São Martinho do Bispo e Ribeira de Frades      | 44,01 | 26,47 | 16,47 | 4,66 | 3,10 | 2,19 | 2,10 | 0,61 | 0,16 | 0,23 | 7 174    |
| São Silvestre                                  | 44,51 | 27,43 | 16,02 | 3,63 | 2,92 | 1,68 | 2,92 | 0,62 | 0,27 | 0    | 1 147    |
| Sé Nova, Santa Cruz, Almedina e São Bartolomeu | 49,52 | 25,46 | 12,98 | 3,64 | 3,22 | 2,19 | 1,59 | 1,10 | 0,15 | 0,14 | 6 653    |
| Souselas e Botão                               | 44,78 | 25,62 | 14,53 | 6,85 | 2,81 | 1,97 | 2,86 | 0,34 | 0,15 | 0,10 | 2 077    |
| Taveiro, Ameal e Arzila                        | 37,62 | 30,77 | 17,30 | 5,77 | 2,88 | 2,04 | 2,39 | 0,60 | 0,45 | 0,20 | 2 056    |
| Torres do Mondego                              | 41,53 | 27,44 | 16,75 | 6,43 | 3,50 | 0,95 | 2,37 | 0,47 | 0,19 | 0,38 | 1 081    |
| Trouxemil e Torre de Vilela                    | 42,36 | 25,29 | 18,05 | 6,81 | 2,58 | 1,47 | 2,82 | 0,25 | 0,18 | 0,18 | 1 670    |
| Coimbra                                        | 45,52 | 26,28 | 15,51 | 4,12 | 2,90 | 2,36 | 2,01 | 0,91 | 0,21 | 0,18 | 67 632   |

### Condeixa-a-Nova
| Candidato               | Candidato                | Votos  | %               |
| ----------------------- | ------------------------ | ------ | --------------- |
|                         | Marcelo Rebelo de Sousa  | 2 972  | 41,16 / 100,00  |
|                         | Marisa Matias            | 1 804  | 24,99 / 100,00  |
|                         | António Sampaio da Nóvoa | 1 572  | 21,77 / 100,00  |
|                         | Maria de Belém Roseira   | 301    | 4,17 / 100,00   |
|                         | Vitorino Silva           | 167    | 2,31 / 100,00   |
|                         | Edgar Silva              | 164    | 2,27 / 100,00   |
|                         | Paulo de Morais          | 155    | 2,15 / 100,00   |
|                         | Henrique Neto            | 59     | 0,82 / 100,00   |
|                         | Jorge Sequeira           | 14     | 0,19 / 100,00   |
|                         | Cândido Ferreira         | 12     | 0,17 / 100,00   |
| Votos Inválidos         | Votos Inválidos          | 147    | 1,99 / 100,00   |
| Total                   | Total                    | 7 367  | 100,00 / 100,00 |
| Eleitorado/Participação | Eleitorado/Participação  | 14 092 | 52,28 / 100,00  |

| Freguesia                          | %     | %     | %     | %    | %    | %    | %    | %    | %    | %    | Votantes |
| Freguesia                          | MRS   | MM    | ASN   | MBR  | VS   | ES   | PM   | HN   | JS   | CF   | Votantes |
| ---------------------------------- | ----- | ----- | ----- | ---- | ---- | ---- | ---- | ---- | ---- | ---- | -------- |
| Anobra                             | 28,95 | 27,89 | 28,77 | 6,14 | 3,51 | 3,16 | 0,88 | 0,35 | 0    | 0,35 | 593      |
| Condeixa-a-Velha e Condeixa-a-Nova | 43,53 | 21,67 | 22,05 | 4,02 | 2,00 | 2,31 | 2,90 | 1,15 | 0,22 | 0,16 | 3 274    |
| Ega                                | 48,03 | 21,56 | 20,16 | 3,85 | 2,13 | 1,48 | 1,80 | 0,57 | 0,08 | 0,33 | 1 245    |
| Furadouro                          | 45,21 | 8,22  | 36,99 | 2,74 | 2,74 | 1,37 | 0    | 1,37 | 1,37 | 0    | 77       |
| Sebal e Belide                     | 38,46 | 25,64 | 23,02 | 4,46 | 2,97 | 2,62 | 1,98 | 0,50 | 0,28 | 0,07 | 1 428    |
| Vila Seca e Bem da Fé              | 31,05 | 49,10 | 11,19 | 3,79 | 0,90 | 2,17 | 0,90 | 0,72 | 0,18 | 0    | 563      |
| Zambujal                           | 41,85 | 25,54 | 22,28 | 2,17 | 4,35 | 2,17 | 1,09 | 0,54 | 0    | 0    | 187      |
| Condeixa-a-Nova                    | 41,16 | 24,99 | 21,77 | 4,17 | 2,31 | 2,27 | 2,15 | 0,82 | 0,19 | 0,17 | 7 367    |

### Figueira da Foz
| Candidato               | Candidato                | Votos  | %               |
| ----------------------- | ------------------------ | ------ | --------------- |
|                         | Marcelo Rebelo de Sousa  | 12 177 | 47,51 / 100,00  |
|                         | António Sampaio da Nóvoa | 6 251  | 24,39 / 100,00  |
|                         | Marisa Matias            | 3 542  | 13,82 / 100,00  |
|                         | Maria de Belém Roseira   | 1 278  | 4,99 / 100,00   |
|                         | Vitorino Silva           | 723    | 2,82 / 100,00   |
|                         | Edgar Silva              | 699    | 2,73 / 100,00   |
|                         | Paulo de Morais          | 627    | 2,45 / 100,00   |
|                         | Henrique Neto            | 205    | 0,80 / 100,00   |
|                         | Cândido Ferreira         | 68     | 0,27 / 100,00   |
|                         | Jorge Sequeira           | 59     | 0,23 / 100,00   |
| Votos Inválidos         | Votos Inválidos          | 607    | 2,32 / 100,00   |
| Total                   | Total                    | 26 236 | 100,00 / 100,00 |
| Eleitorado/Participação | Eleitorado/Participação  | 57 854 | 45,35 / 100,00  |

| Freguesia            | %     | %     | %     | %    | %    | %    | %    | %    | %    | %    | Votantes |
| Freguesia            | MRS   | ASN   | MM    | MBR  | VS   | ES   | PM   | HN   | CF   | JS   | Votantes |
| -------------------- | ----- | ----- | ----- | ---- | ---- | ---- | ---- | ---- | ---- | ---- | -------- |
| Alhadas              | 41,69 | 24,24 | 18,76 | 6,67 | 3,16 | 2,71 | 1,69 | 0,23 | 0,62 | 0,23 | 1 809    |
| Alqueidão            | 52,92 | 23,97 | 12,41 | 5,46 | 1,71 | 2,43 | 1,43 | 0,43 | 0    | 0,14 | 716      |
| Bom Sucesso          | 53,73 | 20,44 | 12,98 | 4,56 | 3,87 | 1,24 | 1,66 | 0,97 | 0,41 | 0,14 | 741      |
| Buarcos e São Julião | 48,11 | 25,63 | 12,76 | 3,99 | 2,31 | 2,84 | 2,96 | 0,97 | 0,22 | 0,21 | 8 352    |
| Ferreira-a-Nova      | 48,51 | 24,02 | 12,76 | 6,98 | 3,54 | 0,84 | 2,61 | 0,47 | 0,28 | 0    | 1 095    |
| Lavos                | 51,73 | 21,11 | 12,90 | 5,43 | 2,72 | 2,28 | 2,04 | 1,23 | 0,43 | 0,12 | 1 657    |
| Maiorca              | 40,82 | 27,77 | 15,62 | 6,65 | 2,04 | 3,55 | 2,22 | 0,62 | 0,62 | 0,09 | 1 153    |
| Marinha das Ondas    | 49,73 | 23,48 | 13,39 | 5,71 | 3,66 | 0,98 | 1,96 | 0,45 | 0,36 | 0,27 | 1 148    |
| Moinhos da Gândara   | 49,59 | 18,90 | 19,11 | 6,71 | 3,25 | 1,42 | 0,61 | 0,20 | 0    | 0,20 | 504      |
| Paião                | 56,68 | 22,06 | 10,16 | 4,28 | 2,39 | 1,16 | 1,67 | 1,09 | 0,22 | 0,29 | 1 420    |
| Quiaios              | 47,77 | 21,48 | 15,16 | 7,33 | 3,71 | 1,26 | 2,02 | 1,01 | 0,17 | 0,08 | 1 236    |
| São Pedro            | 43,91 | 25,25 | 16,02 | 5,07 | 3,96 | 3,04 | 1,12 | 0,91 | 0,30 | 0,41 | 1 008    |
| Tavarede             | 46,70 | 23,76 | 14,49 | 4,43 | 3,10 | 2,95 | 3,49 | 0,66 | 0,22 | 0,30 | 4 154    |
| Vila Verde           | 36,93 | 30,42 | 12,61 | 5,11 | 2,80 | 8,90 | 1,81 | 0,91 | 0,33 | 0,16 | 1 243    |
| Figueira da Foz      | 47,51 | 24,39 | 13,82 | 4,99 | 2,82 | 2,73 | 2,45 | 0,80 | 0,27 | 0,23 | 26 236   |

### Góis
| Candidato               | Candidato                | Votos | %               |
| ----------------------- | ------------------------ | ----- | --------------- |
|                         | Marcelo Rebelo de Sousa  | 1 059 | 55,77 / 100,00  |
|                         | António Sampaio da Nóvoa | 424   | 22,33 / 100,00  |
|                         | Marisa Matias            | 173   | 9,11 / 100,00   |
|                         | Maria de Belém Roseira   | 126   | 6,64 / 100,00   |
|                         | Vitorino Silva           | 50    | 2,63 / 100,00   |
|                         | Paulo de Morais          | 25    | 1,32 / 100,00   |
|                         | Edgar Silva              | 23    | 1,21 / 100,00   |
|                         | Henrique Neto            | 9     | 0,47 / 100,00   |
|                         | Cândido Ferreira         | 9     | 0,47 / 100,00   |
|                         | Jorge Sequeira           | 1     | 0,05 / 100,00   |
| Votos Inválidos         | Votos Inválidos          | 63    | 3,21 / 100,00   |
| Total                   | Total                    | 1 962 | 100,00 / 100,00 |
| Eleitorado/Participação | Eleitorado/Participação  | 3 681 | 53,30 / 100,00  |

| Freguesia          | %     | %     | %     | %    | %    | %    | %    | %    | %    | %    | Votantes |
| Freguesia          | MRS   | ASN   | MM    | MBR  | VS   | PM   | ES   | HN   | CF   | JS   | Votantes |
| ------------------ | ----- | ----- | ----- | ---- | ---- | ---- | ---- | ---- | ---- | ---- | -------- |
| Alvares            | 71,01 | 10,65 | 4,14  | 7,69 | 3,25 | 0,30 | 1,18 | 0,59 | 1,18 | 0    | 350      |
| Cadafaz e Colmeal  | 48,39 | 35,48 | 5,16  | 5,81 | 1,94 | 1,94 | 0,65 | 0,65 | 0    | 0    | 160      |
| Góis               | 53,10 | 21,98 | 11,57 | 7,26 | 2,42 | 2,00 | 0,95 | 0,53 | 0,11 | 0,11 | 986      |
| Vila Nova do Ceira | 52,53 | 27,25 | 9,01  | 4,84 | 2,86 | 0,44 | 1,98 | 0,22 | 0,44 | 0    | 466      |
| Góis               | 55,77 | 22,33 | 9,11  | 6,64 | 2,63 | 1,32 | 1,21 | 0,47 | 0,47 | 0,05 | 1 962    |

### Lousã
| Candidato               | Candidato                | Votos  | %               |
| ----------------------- | ------------------------ | ------ | --------------- |
|                         | Marcelo Rebelo de Sousa  | 3 655  | 48,64 / 100,00  |
|                         | António Sampaio da Nóvoa | 1 771  | 23,57 / 100,00  |
|                         | Marisa Matias            | 1 148  | 15,28 / 100,00  |
|                         | Maria de Belém Roseira   | 424    | 5,64 / 100,00   |
|                         | Vitorino Silva           | 233    | 3,10 / 100,00   |
|                         | Paulo de Morais          | 113    | 1,50 / 100,00   |
|                         | Edgar Silva              | 94     | 1,25 / 100,00   |
|                         | Henrique Neto            | 45     | 0,60 / 100,00   |
|                         | Cândido Ferreira         | 22     | 0,29 / 100,00   |
|                         | Jorge Sequeira           | 10     | 0,13 / 100,00   |
| Votos Inválidos         | Votos Inválidos          | 253    | 3,26 / 100,00   |
| Total                   | Total                    | 7 768  | 100,00 / 100,00 |
| Eleitorado/Participação | Eleitorado/Participação  | 15 243 | 50,96 / 100,00  |

| Freguesia                      | %     | %     | %     | %    | %    | %    | %    | %    | %    | %    | Votantes |
| Freguesia                      | MRS   | ASN   | MM    | MBR  | VS   | PM   | ES   | HN   | CF   | JS   | Votantes |
| ------------------------------ | ----- | ----- | ----- | ---- | ---- | ---- | ---- | ---- | ---- | ---- | -------- |
| Foz de Arouce e Casal de Ermio | 57,43 | 16,39 | 13,85 | 3,89 | 4,56 | 1,86 | 1,01 | 0,51 | 0,34 | 0,17 | 611      |
| Gândaras                       | 48,96 | 22,08 | 13,33 | 6,67 | 5,21 | 0,83 | 1,46 | 1,04 | 0,42 | 0    | 509      |
| Lousã e Vilarinho              | 46,63 | 24,85 | 15,99 | 5,86 | 2,90 | 1,56 | 1,30 | 0,48 | 0,28 | 0,16 | 5 818    |
| Serpins                        | 55,97 | 20,79 | 12,55 | 4,80 | 2,21 | 1,23 | 0,98 | 1,23 | 0,25 | 0    | 830      |
| Lousã                          | 48,64 | 23,57 | 15,28 | 5,64 | 3,10 | 1,50 | 1,25 | 0,60 | 0,29 | 0,13 | 7 768    |

### Mira
| Candidato               | Candidato                | Votos  | %               |
| ----------------------- | ------------------------ | ------ | --------------- |
|                         | Marcelo Rebelo de Sousa  | 3 473  | 61,16 / 100,00  |
|                         | António Sampaio da Nóvoa | 1 036  | 18,24 / 100,00  |
|                         | Marisa Matias            | 520    | 9,16 / 100,00   |
|                         | Vitorino Silva           | 251    | 4,42 / 100,00   |
|                         | Maria de Belém Roseira   | 203    | 3,57 / 100,00   |
|                         | Paulo de Morais          | 93     | 1,64 / 100,00   |
|                         | Edgar Silva              | 39     | 0,69 / 100,00   |
|                         | Henrique Neto            | 31     | 0,55 / 100,00   |
|                         | Cândido Ferreira         | 28     | 0,49 / 100,00   |
|                         | Jorge Sequeira           | 5      | 0,09 / 100,00   |
| Votos Inválidos         | Votos Inválidos          | 150    | 2,57 / 100,00   |
| Total                   | Total                    | 5 829  | 100,00 / 100,00 |
| Eleitorado/Participação | Eleitorado/Participação  | 13 271 | 43,92 / 100,00  |

| Freguesia     | %     | %     | %     | %    | %    | %    | %    | %    | %    | %    | Votantes |
| Freguesia     | MRS   | ASN   | MM    | VS   | MBR  | PM   | ES   | HN   | CF   | JS   | Votantes |
| ------------- | ----- | ----- | ----- | ---- | ---- | ---- | ---- | ---- | ---- | ---- | -------- |
| Carapelhos    | 72,55 | 8,42  | 5,98  | 5,16 | 2,72 | 1,36 | 0,54 | 0    | 3,26 | 0    | 382      |
| Mira          | 59,46 | 18,82 | 9,26  | 4,79 | 4,05 | 1,86 | 0,68 | 0,65 | 0,36 | 0,06 | 3 470    |
| Praia de Mira | 54,93 | 22,66 | 11,76 | 4,13 | 3,58 | 1,43 | 0,79 | 0,32 | 0,32 | 0,08 | 1 290    |
| Seixo         | 75,07 | 12,46 | 5,49  | 2,67 | 1,63 | 1,04 | 0,59 | 0,74 | 0    | 0,30 | 687      |
| Mira          | 61,16 | 18,24 | 9,16  | 4,42 | 3,57 | 1,64 | 0,69 | 0,55 | 0,49 | 0,09 | 5 829    |

### Miranda do Corvo
| Candidato               | Candidato                | Votos  | %               |
| ----------------------- | ------------------------ | ------ | --------------- |
|                         | Marcelo Rebelo de Sousa  | 2 598  | 47,77 / 100,00  |
|                         | António Sampaio da Nóvoa | 1 235  | 22,71 / 100,00  |
|                         | Marisa Matias            | 987    | 18,15 / 100,00  |
|                         | Maria de Belém Roseira   | 281    | 5,17 / 100,00   |
|                         | Vitorino Silva           | 112    | 2,06 / 100,00   |
|                         | Edgar Silva              | 103    | 1,89 / 100,00   |
|                         | Paulo de Morais          | 77     | 1,42 / 100,00   |
|                         | Henrique Neto            | 20     | 0,37 / 100,00   |
|                         | Cândido Ferreira         | 18     | 0,33 / 100,00   |
|                         | Jorge Sequeira           | 8      | 0,15 / 100,00   |
| Votos Inválidos         | Votos Inválidos          | 135    | 2,42 / 100,00   |
| Total                   | Total                    | 5 574  | 100,00 / 100,00 |
| Eleitorado/Participação | Eleitorado/Participação  | 11 198 | 49,78 / 100,00  |

| Freguesia         | %     | %     | %     | %    | %    | %    | %    | %    | %    | %    | Votantes |
| Freguesia         | MRS   | ASN   | MM    | MBR  | VS   | ES   | PM   | HN   | CF   | JS   | Votantes |
| ----------------- | ----- | ----- | ----- | ---- | ---- | ---- | ---- | ---- | ---- | ---- | -------- |
| Lamas             | 44,41 | 19,35 | 25,07 | 5,72 | 3,00 | 1,36 | 0,54 | 0,27 | 0,27 | 0    | 380      |
| Miranda do Corvo  | 43,88 | 24,46 | 19,94 | 5,16 | 1,54 | 2,31 | 1,73 | 0,48 | 0,38 | 0,13 | 3 174    |
| Semide e Rio Vide | 55,14 | 20,49 | 13,82 | 5,17 | 2,38 | 1,23 | 1,16 | 0,14 | 0,20 | 0,27 | 1 520    |
| Vila Nova         | 53,00 | 20,70 | 14,49 | 4,76 | 3,73 | 1,66 | 0,83 | 0,41 | 0,41 | 0    | 500      |
| Miranda do Corvo  | 47,77 | 22,71 | 18,15 | 5,17 | 2,06 | 1,89 | 1,42 | 0,37 | 0,33 | 0,15 | 5 574    |

### Montemor-o-Velho
| Candidato               | Candidato                | Votos  | %               |
| ----------------------- | ------------------------ | ------ | --------------- |
|                         | Marcelo Rebelo de Sousa  | 4 714  | 45,69 / 100,00  |
|                         | António Sampaio da Nóvoa | 2 558  | 24,79 / 100,00  |
|                         | Marisa Matias            | 1 652  | 16,01 / 100,00  |
|                         | Maria de Belém Roseira   | 479    | 4,64 / 100,00   |
|                         | Vitorino Silva           | 319    | 3,09 / 100,00   |
|                         | Edgar Silva              | 268    | 2,60 / 100,00   |
|                         | Paulo de Morais          | 194    | 1,88 / 100,00   |
|                         | Henrique Neto            | 69     | 0,67 / 100,00   |
|                         | Cândido Ferreira         | 43     | 0,42 / 100,00   |
|                         | Jorge Sequeira           | 22     | 0,21 / 100,00   |
| Votos Inválidos         | Votos Inválidos          | 254    | 2,40 / 100,00   |
| Total                   | Total                    | 10 572 | 100,00 / 100,00 |
| Eleitorado/Participação | Eleitorado/Participação  | 22 490 | 47,01 / 100,00  |

| Freguesia                                | %     | %     | %     | %    | %    | %    | %    | %    | %    | %    | Votantes |
| Freguesia                                | MRS   | ASN   | MM    | MBR  | VS   | ES   | PM   | HN   | CF   | JS   | Votantes |
| ---------------------------------------- | ----- | ----- | ----- | ---- | ---- | ---- | ---- | ---- | ---- | ---- | -------- |
| Abrunheira, Verride e Vila Nova da Barca | 40,44 | 28,59 | 17,78 | 5,78 | 1,78 | 3,70 | 1,19 | 0,30 | 0,15 | 0,30 | 681      |
| Arazede                                  | 54,78 | 18,42 | 13,80 | 4,62 | 3,96 | 1,13 | 1,79 | 0,71 | 0,57 | 0,24 | 2 181    |
| Carapinheira                             | 52,37 | 20,97 | 11,98 | 4,15 | 3,77 | 3,96 | 1,64 | 0,58 | 0,29 | 0,29 | 1 060    |
| Ereira                                   | 33,23 | 37,80 | 16,16 | 6,71 | 3,05 | 1,22 | 0,91 | 0,61 | 0,30 | 0    | 328      |
| Liceia                                   | 44,40 | 28,13 | 12,75 | 5,27 | 4,62 | 0,88 | 1,98 | 0,88 | 1,10 | 0    | 467      |
| Meãs do Campo                            | 51,08 | 21,91 | 15,05 | 5,51 | 2,02 | 2,15 | 0,67 | 0,54 | 0,40 | 0,67 | 756      |
| Montemor-o-Velho e Gatões                | 44,02 | 24,50 | 17,58 | 4,11 | 3,10 | 2,81 | 2,16 | 1,15 | 0,36 | 0,22 | 1 425    |
| Pereira                                  | 36,98 | 28,61 | 21,67 | 4,36 | 2,22 | 2,29 | 2,65 | 0,64 | 0,43 | 0,14 | 1 427    |
| Santo Varão                              | 33,53 | 30,83 | 18,17 | 4,34 | 2,46 | 6,92 | 2,58 | 0,59 | 0,47 | 0,12 | 880      |
| Seixo de Gatões                          | 55,00 | 20,00 | 11,85 | 3,33 | 3,89 | 2,59 | 2,59 | 0,37 | 0,19 | 0,19 | 563      |
| Tentúgal                                 | 42,88 | 29,65 | 16,17 | 5,01 | 2,82 | 1,28 | 1,41 | 0,51 | 0,26 | 0    | 804      |
| Montemor-o-Velho                         | 45,69 | 24,79 | 16,01 | 4,64 | 3,09 | 2,60 | 1,88 | 0,67 | 0,42 | 0,21 | 10 572   |

### Oliveira do Hospital
| Candidato               | Candidato                | Votos  | %               |
| ----------------------- | ------------------------ | ------ | --------------- |
|                         | Marcelo Rebelo de Sousa  | 5 730  | 63,57 / 100,00  |
|                         | António Sampaio da Nóvoa | 1 704  | 18,90 / 100,00  |
|                         | Marisa Matias            | 630    | 6,99 / 100,00   |
|                         | Maria de Belém Roseira   | 430    | 4,77 / 100,00   |
|                         | Vitorino Silva           | 256    | 2,84 / 100,00   |
|                         | Edgar Silva              | 93     | 1,03 / 100,00   |
|                         | Henrique Neto            | 67     | 0,74 / 100,00   |
|                         | Paulo de Morais          | 59     | 0,65 / 100,00   |
|                         | Cândido Ferreira         | 33     | 0,37 / 100,00   |
|                         | Jorge Sequeira           | 12     | 0,13 / 100,00   |
| Votos Inválidos         | Votos Inválidos          | 247    | 2,67 / 100,00   |
| Total                   | Total                    | 9 261  | 100,00 / 100,00 |
| Eleitorado/Participação | Eleitorado/Participação  | 18 675 | 49,59 / 100,00  |

| Freguesia                                   | %     | %     | %     | %     | %    | %    | %    | %    | %    | %    | Votantes |
| Freguesia                                   | MRS   | ASN   | MM    | MBR   | VS   | ES   | HN   | PM   | CF   | JS   | Votantes |
| ------------------------------------------- | ----- | ----- | ----- | ----- | ---- | ---- | ---- | ---- | ---- | ---- | -------- |
| Aldeia das Dez                              | 60,78 | 22,75 | 6,67  | 2,75  | 2,75 | 1,18 | 0,39 | 1,18 | 1,57 | 0    | 261      |
| Alvoco das Várzeas                          | 38,27 | 35,19 | 11,11 | 11,73 | 1,85 | 0    | 0,62 | 1,23 | 0    | 0    | 167      |
| Avô                                         | 65,27 | 17,57 | 4,18  | 7,11  | 4,60 | 0,42 | 0,84 | 0    | 0    | 0    | 247      |
| Bobadela                                    | 65,26 | 14,39 | 10,18 | 5,26  | 2,11 | 0,70 | 1,05 | 0,70 | 0,35 | 0    | 296      |
| Ervedal e Vila Franca da Beira              | 56,85 | 21,32 | 7,45  | 5,41  | 5,58 | 1,69 | 0,51 | 0,85 | 0,34 | 0    | 617      |
| Lagares da Beira                            | 55,60 | 24,01 | 6,68  | 8,48  | 2,71 | 1,26 | 0,90 | 0,36 | 0    | 0    | 581      |
| Lagos da Beira e Lajeosa                    | 62,99 | 20,37 | 6,38  | 4,04  | 2,95 | 1,56 | 0,93 | 0,31 | 0,31 | 0,16 | 663      |
| Lourosa                                     | 67,41 | 10,37 | 8,52  | 5,56  | 2,96 | 2,22 | 1,48 | 0,74 | 0,74 | 0    | 280      |
| Meruge                                      | 57,25 | 23,53 | 7,84  | 3,53  | 1,96 | 3,92 | 1,18 | 0,39 | 0    | 0,39 | 257      |
| Nogueira do Cravo                           | 68,78 | 13,78 | 6,24  | 5,25  | 3,07 | 0,59 | 0,50 | 0,99 | 0,59 | 0,20 | 1 026    |
| Oliveira do Hospital e São Paio de Gramaços | 64,43 | 19,49 | 7,03  | 4,01  | 2,50 | 0,64 | 0,75 | 0,75 | 0,28 | 0,12 | 2 562    |
| Penalva de Alva e São Sebastião da Feira    | 61,48 | 22,59 | 6,48  | 3,89  | 2,41 | 0,93 | 0,93 | 0,74 | 0,56 | 0    | 567      |
| Santa Ovaia e Vila Pouca da Beira           | 68,52 | 17,19 | 6,30  | 3,63  | 1,94 | 0,97 | 0,48 | 0    | 0,73 | 0,24 | 428      |
| São Gião                                    | 62,67 | 17,78 | 8,44  | 5,33  | 1,78 | 1,78 | 0    | 0    | 0,89 | 1,33 | 230      |
| Seixo da Beira                              | 72,93 | 13,37 | 5,75  | 4,23  | 2,20 | 0,85 | 0,34 | 0,17 | 0,17 | 0    | 606      |
| Travanca de Lagos                           | 62,63 | 18,57 | 7,99  | 3,46  | 3,67 | 0,86 | 1,30 | 1,30 | 0    | 0,22 | 473      |
| Oliveira do Hospital                        | 63,57 | 18,90 | 6,99  | 4,77  | 2,84 | 1,03 | 0,74 | 0,65 | 0,37 | 0,13 | 9 261    |

### Pampilhosa da Serra
| Candidato               | Candidato                | Votos | %               |
| ----------------------- | ------------------------ | ----- | --------------- |
|                         | Marcelo Rebelo de Sousa  | 1 180 | 61,24 / 100,00  |
|                         | António Sampaio da Nóvoa | 367   | 19,05 / 100,00  |
|                         | Marisa Matias            | 175   | 9,08 / 100,00   |
|                         | Maria de Belém Roseira   | 92    | 4,77 / 100,00   |
|                         | Vitorino Silva           | 43    | 2,23 / 100,00   |
|                         | Edgar Silva              | 24    | 1,25 / 100,00   |
|                         | Paulo de Morais          | 17    | 0,88 / 100,00   |
|                         | Henrique Neto            | 12    | 0,62 / 100,00   |
|                         | Cândido Ferreira         | 12    | 0,62 / 100,00   |
|                         | Jorge Sequeira           | 5     | 0,26 / 100,00   |
| Votos Inválidos         | Votos Inválidos          | 41    | 2,08 / 100,00   |
| Total                   | Total                    | 1 968 | 100,00 / 100,00 |
| Eleitorado/Participação | Eleitorado/Participação  | 3 982 | 49,42 / 100,00  |

| Freguesia                | %     | %     | %     | %    | %    | %    | %    | %    | %    | %    | Votantes |
| Freguesia                | MRS   | ASN   | MM    | MBR  | VS   | ES   | PM   | HN   | CF   | JS   | Votantes |
| ------------------------ | ----- | ----- | ----- | ---- | ---- | ---- | ---- | ---- | ---- | ---- | -------- |
| Cabril                   | 60,75 | 19,63 | 4,67  | 4,67 | 3,74 | 0,93 | 0,93 | 3,74 | 0,93 | 0    | 109      |
| Dornelas do Zêzere       | 57,08 | 22,92 | 9,17  | 5,00 | 2,92 | 1,25 | 0,42 | 0    | 0,83 | 0,42 | 244      |
| Fajão - Vidual           | 68,55 | 13,21 | 13,21 | 3,14 | 0    | 1,26 | 0    | 0    | 0,63 | 0    | 165      |
| Janeiro de Baixo         | 57,33 | 26,67 | 6,00  | 4,00 | 1,33 | 0,33 | 2,00 | 0,33 | 1,33 | 0,67 | 306      |
| Pampilhosa da Serra      | 57,37 | 17,85 | 13,17 | 5,20 | 2,43 | 2,25 | 0,87 | 0,35 | 0,35 | 0,17 | 591      |
| Pessegueiro              | 72,62 | 19,05 | 1,19  | 2,38 | 4,76 | 0    | 0    | 0    | 0    | 0    | 85       |
| Portela do Fojo - Machio | 72,61 | 11,74 | 6,52  | 4,35 | 2,17 | 0,87 | 0,43 | 0,87 | 0    | 0,43 | 235      |
| Unhais-o-Velho           | 60,00 | 19,13 | 7,39  | 6,96 | 2,17 | 0,87 | 1,30 | 1,30 | 0,87 | 0    | 233      |
| Pampilhosa da Serra      | 61,24 | 19,05 | 9,08  | 4,77 | 2,23 | 1,25 | 0,88 | 0,62 | 0,62 | 0,26 | 1 968    |

### Penacova
| Candidato               | Candidato                | Votos  | %               |
| ----------------------- | ------------------------ | ------ | --------------- |
|                         | Marcelo Rebelo de Sousa  | 3 804  | 57,76 / 100,00  |
|                         | António Sampaio da Nóvoa | 1 296  | 19,68 / 100,00  |
|                         | Marisa Matias            | 699    | 10,61 / 100,00  |
|                         | Maria de Belém Roseira   | 372    | 5,65 / 100,00   |
|                         | Vitorino Silva           | 183    | 2,78 / 100,00   |
|                         | Edgar Silva              | 125    | 1,90 / 100,00   |
|                         | Paulo de Morais          | 50     | 0,76 / 100,00   |
|                         | Henrique Neto            | 34     | 0,52 / 100,00   |
|                         | Cândido Ferreira         | 15     | 0,23 / 100,00   |
|                         | Jorge Sequeira           | 8      | 0,12 / 100,00   |
| Votos Inválidos         | Votos Inválidos          | 149    | 2,22 / 100,00   |
| Total                   | Total                    | 6 735  | 100,00 / 100,00 |
| Eleitorado/Participação | Eleitorado/Participação  | 14 492 | 46,47 / 100,00  |

| Freguesia                                 | %     | %     | %     | %    | %    | %    | %    | %    | %    | %    | Votantes |
| Freguesia                                 | MRS   | ASN   | MM    | MBR  | VS   | ES   | PM   | HN   | CF   | JS   | Votantes |
| ----------------------------------------- | ----- | ----- | ----- | ---- | ---- | ---- | ---- | ---- | ---- | ---- | -------- |
| Carvalho                                  | 74,62 | 12,08 | 4,23  | 4,23 | 3,02 | 0,30 | 0    | 1,21 | 0,30 | 0    | 336      |
| Figueira de Lorvão                        | 57,26 | 23,90 | 7,39  | 6,40 | 2,52 | 1,17 | 0,36 | 0,54 | 0,45 | 0    | 1 131    |
| Friúmes e Paradela                        | 65,77 | 18,83 | 7,33  | 4,16 | 1,71 | 0,73 | 0,24 | 0,98 | 0,24 | 0    | 415      |
| Lorvão                                    | 51,14 | 19,32 | 15,26 | 7,14 | 1,97 | 3,20 | 1,17 | 0,43 | 0,12 | 0,25 | 1 655    |
| Oliveira do Mondego e Travanca do Mondego | 61,04 | 15,77 | 8,78  | 4,73 | 4,28 | 4,50 | 0,68 | 0,23 | 0    | 0    | 460      |
| Penacova                                  | 53,00 | 22,02 | 12,06 | 6,21 | 3,47 | 1,59 | 0,94 | 0,29 | 0,22 | 0,22 | 1 427    |
| São Pedro de Alva e São Paio do Mondego   | 67,63 | 13,98 | 9,57  | 2,90 | 3,55 | 1,18 | 0,22 | 0,54 | 0,32 | 0,11 | 946      |
| Sazes do Lorvão                           | 53,26 | 26,91 | 8,50  | 5,67 | 1,70 | 0,85 | 2,27 | 0,85 | 0    | 0    | 365      |
| Penacova                                  | 57,76 | 19,68 | 10,61 | 5,65 | 2,78 | 1,90 | 0,76 | 0,52 | 0,23 | 0,12 | 6 735    |

### Penela
| Candidato               | Candidato                | Votos | %               |
| ----------------------- | ------------------------ | ----- | --------------- |
|                         | Marcelo Rebelo de Sousa  | 1 467 | 58,19 / 100,00  |
|                         | António Sampaio da Nóvoa | 418   | 16,58 / 100,00  |
|                         | Marisa Matias            | 319   | 12,65 / 100,00  |
|                         | Maria de Belém Roseira   | 123   | 4,88 / 100,00   |
|                         | Vitorino Silva           | 104   | 4,13 / 100,00   |
|                         | Paulo de Morais          | 29    | 1,15 / 100,00   |
|                         | Edgar Silva              | 25    | 0,99 / 100,00   |
|                         | Henrique Neto            | 18    | 0,71 / 100,00   |
|                         | Cândido Ferreira         | 9     | 0,36 / 100,00   |
|                         | Jorge Sequeira           | 9     | 0,36 / 100,00   |
| Votos Inválidos         | Votos Inválidos          | 80    | 3,08 / 100,00   |
| Total                   | Total                    | 2 601 | 100,00 / 100,00 |
| Eleitorado/Participação | Eleitorado/Participação  | 5 157 | 50,44 / 100,00  |

| Freguesia                           | %     | %     | %     | %    | %    | %    | %    | %    | %    | %    | Votantes |
| Freguesia                           | MRS   | ASN   | MM    | MBR  | VS   | PM   | ES   | HN   | CF   | JS   | Votantes |
| ----------------------------------- | ----- | ----- | ----- | ---- | ---- | ---- | ---- | ---- | ---- | ---- | -------- |
| Cumeeira                            | 67,54 | 12,30 | 7,46  | 5,04 | 5,85 | 0,81 | 0,20 | 0,81 | 0    | 0    | 520      |
| Espinhal                            | 54,95 | 17,72 | 11,11 | 7,21 | 5,71 | 1,20 | 0,60 | 0,90 | 0,30 | 0,30 | 344      |
| Podentes                            | 49,15 | 20,51 | 23,93 | 2,14 | 2,99 | 0,43 | 0,43 | 0,43 | 0    | 0    | 240      |
| São Miguel, Santa Eufémia e Rabaçal | 57,20 | 17,15 | 12,96 | 4,73 | 3,36 | 1,37 | 1,44 | 0,69 | 0,55 | 0,55 | 1 497    |
| Penela                              | 58,19 | 16,58 | 12,65 | 4,88 | 4,13 | 1,15 | 0,99 | 0,71 | 0,36 | 0,36 | 2 601    |

### Soure
| Candidato               | Candidato                | Votos  | %               |
| ----------------------- | ------------------------ | ------ | --------------- |
|                         | Marcelo Rebelo de Sousa  | 3 629  | 43,95 / 100,00  |
|                         | António Sampaio da Nóvoa | 2 197  | 26,60 / 100,00  |
|                         | Marisa Matias            | 1 199  | 14,52 / 100,00  |
|                         | Maria de Belém Roseira   | 519    | 6,28 / 100,00   |
|                         | Vitorino Silva           | 264    | 3,20 / 100,00   |
|                         | Edgar Silva              | 214    | 2,59 / 100,00   |
|                         | Paulo de Morais          | 124    | 1,50 / 100,00   |
|                         | Henrique Neto            | 63     | 0,76 / 100,00   |
|                         | Jorge Sequeira           | 29     | 0,35 / 100,00   |
|                         | Cândido Ferreira         | 20     | 0,24 / 100,00   |
| Votos Inválidos         | Votos Inválidos          | 225    | 2,65 / 100,00   |
| Total                   | Total                    | 8 483  | 100,00 / 100,00 |
| Eleitorado/Participação | Eleitorado/Participação  | 17 533 | 48,38 / 100,00  |

| Freguesia              | %     | %     | %     | %     | %    | %    | %    | %    | %    | %    | Votantes |
| Freguesia              | MRS   | ASN   | MM    | MBR   | VS   | ES   | PM   | HN   | JS   | CF   | Votantes |
| ---------------------- | ----- | ----- | ----- | ----- | ---- | ---- | ---- | ---- | ---- | ---- | -------- |
| Alfarelos              | 35,01 | 29,15 | 17,92 | 6,03  | 2,35 | 6,03 | 1,68 | 1,01 | 0,67 | 0,17 | 613      |
| Degracias e Pombalinho | 70,91 | 11,79 | 8,37  | 4,37  | 1,71 | 0,57 | 0,76 | 0,76 | 0,38 | 0,38 | 544      |
| Figueiró do Campo      | 29,72 | 35,14 | 21,25 | 4,58  | 3,19 | 3,19 | 1,81 | 0,69 | 0,14 | 0,28 | 735      |
| Gesteira e Brunhós     | 49,39 | 23,27 | 13,06 | 7,14  | 3,67 | 1,43 | 1,22 | 0,20 | 0,20 | 0,41 | 508      |
| Granja do Ulmeiro      | 33,67 | 34,44 | 15,31 | 5,61  | 4,08 | 3,06 | 3,19 | 0,51 | 0,13 | 0    | 802      |
| Samuel                 | 41,20 | 30,31 | 15,25 | 6,35  | 2,90 | 1,45 | 0,91 | 1,09 | 0,36 | 0,18 | 573      |
| Soure                  | 44,58 | 26,36 | 14,23 | 6,20  | 3,36 | 2,43 | 1,29 | 0,87 | 0,42 | 0,27 | 3 418    |
| Tapéus                 | 64,16 | 11,56 | 13,29 | 3,47  | 4,05 | 0    | 1,73 | 1,16 | 0    | 0,58 | 178      |
| Vila Nova de Anços     | 38,27 | 27,27 | 13,58 | 10,78 | 2,54 | 5,29 | 1,48 | 0,42 | 0,21 | 0,21 | 489      |
| Vinha da Rainha        | 52,81 | 21,12 | 10,73 | 8,09  | 3,47 | 1,16 | 1,32 | 0,66 | 0,50 | 0,17 | 623      |
| Soure                  | 43,95 | 26,60 | 14,52 | 6,28  | 3,20 | 2,59 | 1,50 | 0,76 | 0,35 | 0,24 | 8 483    |

### Tábua
| Candidato               | Candidato                | Votos  | %               |
| ----------------------- | ------------------------ | ------ | --------------- |
|                         | Marcelo Rebelo de Sousa  | 2 962  | 59,43 / 100,00  |
|                         | António Sampaio da Nóvoa | 1 015  | 20,37 / 100,00  |
|                         | Marisa Matias            | 430    | 8,63 / 100,00   |
|                         | Maria de Belém Roseira   | 228    | 4,57 / 100,00   |
|                         | Vitorino Silva           | 154    | 3,09 / 100,00   |
|                         | Edgar Silva              | 93     | 1,87 / 100,00   |
|                         | Paulo de Morais          | 36     | 0,72 / 100,00   |
|                         | Henrique Neto            | 33     | 0,66 / 100,00   |
|                         | Cândido Ferreira         | 25     | 0,50 / 100,00   |
|                         | Jorge Sequeira           | 8      | 0,16 / 100,00   |
| Votos Inválidos         | Votos Inválidos          | 140    | 2,73 / 100,00   |
| Total                   | Total                    | 5 124  | 100,00 / 100,00 |
| Eleitorado/Participação | Eleitorado/Participação  | 10 525 | 48,68 / 100,00  |

| Freguesia                         | %     | %     | %    | %     | %    | %    | %    | %    | %    | %    | Votantes |
| Freguesia                         | MRS   | ASN   | MM   | MBR   | VS   | ES   | PM   | HN   | CF   | JS   | Votantes |
| --------------------------------- | ----- | ----- | ---- | ----- | ---- | ---- | ---- | ---- | ---- | ---- | -------- |
| Ázere e Covelo                    | 59,51 | 16,58 | 8,15 | 2,99  | 2,72 | 5,71 | 1,63 | 1,36 | 1,36 | 0    | 380      |
| Candosa                           | 51,83 | 21,34 | 5,79 | 13,41 | 3,05 | 2,74 | 0,91 | 0,61 | 0,30 | 0    | 334      |
| Carapinha                         | 72,97 | 9,73  | 9,73 | 4,32  | 1,62 | 0,54 | 0    | 0,54 | 0,54 | 0    | 191      |
| Covas e Vila Nova de Oliveirinha  | 64,23 | 17,34 | 9,31 | 3,28  | 3,10 | 1,28 | 0,36 | 0,55 | 0,55 | 0    | 568      |
| Espariz e Sinde                   | 57,45 | 25,05 | 9,29 | 4,54  | 1,51 | 1,08 | 0,22 | 0,43 | 0,43 | 0    | 477      |
| Midões                            | 54,40 | 26,37 | 8,52 | 3,30  | 3,71 | 1,79 | 0,69 | 0,96 | 0,27 | 0    | 746      |
| Mouronho                          | 71,03 | 10,00 | 6,92 | 3,08  | 4,62 | 2,05 | 0,77 | 1,03 | 0,26 | 0,26 | 403      |
| Pinheiro de Coja e Meda de Mouros | 60,80 | 20,40 | 8,80 | 4,80  | 2,40 | 1,20 | 0    | 0,40 | 0,40 | 0,80 | 258      |
| Póvoa de Midões                   | 63,53 | 19,61 | 6,27 | 5,10  | 2,35 | 1,18 | 0,78 | 0    | 1,18 | 0    | 261      |
| São João da Boa Vista             | 47,57 | 29,61 | 9,71 | 7,77  | 2,91 | 1,46 | 0,97 | 0    | 0    | 0    | 210      |
| Tábua                             | 58,19 | 20,74 | 9,66 | 3,88  | 3,48 | 1,58 | 0,95 | 0,63 | 0,48 | 0,40 | 1 296    |
| Tábua                             | 59,43 | 20,37 | 8,63 | 4,57  | 3,09 | 1,87 | 0,72 | 0,66 | 0,50 | 0,16 | 5 124    |

### Vila Nova de Poiares
| Candidato               | Candidato                | Votos | %               |
| ----------------------- | ------------------------ | ----- | --------------- |
|                         | Marcelo Rebelo de Sousa  | 1 535 | 55,92 / 100,00  |
|                         | António Sampaio da Nóvoa | 500   | 18,21 / 100,00  |
|                         | Marisa Matias            | 338   | 12,31 / 100,00  |
|                         | Maria de Belém Roseira   | 145   | 5,28 / 100,00   |
|                         | Vitorino Silva           | 97    | 3,53 / 100,00   |
|                         | Edgar Silva              | 46    | 1,68 / 100,00   |
|                         | Paulo de Morais          | 41    | 1,49 / 100,00   |
|                         | Henrique Neto            | 33    | 1,20 / 100,00   |
|                         | Cândido Ferreira         | 6     | 0,22 / 100,00   |
|                         | Jorge Sequeira           | 4     | 0,15 / 100,00   |
| Votos Inválidos         | Votos Inválidos          | 105   | 3,68 / 100,00   |
| Total                   | Total                    | 2 850 | 100,00 / 100,00 |
| Eleitorado/Participação | Eleitorado/Participação  | 6 325 | 45,06 / 100,00  |

| Freguesia             | %     | %     | %     | %    | %    | %    | %    | %    | %    | %    | Votantes |
| Freguesia             | MRS   | ASN   | MM    | MBR  | VS   | ES   | PM   | HN   | CF   | JS   | Votantes |
| --------------------- | ----- | ----- | ----- | ---- | ---- | ---- | ---- | ---- | ---- | ---- | -------- |
| Arrifana              | 66,96 | 12,13 | 11,60 | 4,39 | 1,76 | 0,88 | 1,05 | 1,23 | 0    | 0    | 588      |
| Lavegadas             | 56,36 | 19,09 | 10,00 | 6,36 | 3,64 | 2,73 | 1,82 | 0    | 0    | 0    | 116      |
| Poiares (Santo André) | 53,11 | 19,43 | 13,47 | 5,05 | 3,69 | 1,75 | 1,88 | 1,30 | 0,13 | 0,19 | 1 601    |
| São Miguel de Poiares | 52,11 | 21,07 | 10,15 | 6,70 | 4,98 | 2,11 | 0,77 | 1,15 | 0,77 | 0,19 | 545      |
| Vila Nova de Poiares  | 55,92 | 18,21 | 12,31 | 5,28 | 3,53 | 1,68 | 1,49 | 1,20 | 0,22 | 0,15 | 2 850    |